# Tasmania
Tasmania – wyspa u południowo-wschodnich wybrzeży kontynentu australijskiego, a zarazem najmniejszy stan Australii. W skład stanu Tasmania wchodzą też mniejsze wyspy w Cieśninie Bassa oraz wyspa Macquarie – pow. 128 km² (w południowej części Oceanu Spokojnego).

## Geografia
Wyspa Tasmania, położona ok. 300 km na południe od wybrzeża Australii, jest górzysta i ma wspólną historię geologiczną z górami we wschodniej części Australii (Wielkie Góry Wododziałowe), od których oddziela ją Cieśnina Bassa i jęzor półotwartego Morza Tasmana. Znaczną część wyspy zajmuje Płaskowyż Centralny, zbudowany z osadów paleozoicznych przykrytych jurajskimi skałami magmowymi, ograniczony od północy i wschodu przeszło 600-metrowym uskokiem. W najwyższych partiach górskich występują ślady zlodowacenia. Na północnym wschodzie wznosi się masyw Ben Lomond (do 1573 m n.p.m.), wyraźnie oddzielony od płaskowyżu obniżeniem o nazwie Tamar. Najwyższym szczytem wyspy jest Mount Ossa (1617 m n.p.m.) położony w północnej części, drugim pod tym względem jest Legges Tor (1572 m n.p.m.).
Tasmania ma urozmaiconą linię brzegową, gęstą sieć rzek i liczne jeziora polodowcowe. Brzegi wyspy są niewysokie i wyrównane, z wyjątkiem południowego wybrzeża, które tworzą wysokie klify.

### Flora
Tasmania jest najbardziej zalesionym stanem Australii. Znaczną część wyspy porastają lasy z przewagą eukaliptusa (na północy i wschodzie) lub buka południowego (na południowym zachodzie). Powyżej 1200 m n.p.m. roślinność ma charakter alpejski. Dzika przyroda zajmuje ok. ¼ powierzchni wyspy. Tasmańskie góry porastają eukaliptusowe lasy, gdzie rośnie Eucalyptus regnans. Wyższe partie gór porastają niskie odmiany eukaliptusów i drzew iglastych takich jak Athrotaxis. Poza drzewami występują także zbiorowiska krzewiaste i rośliny poduszkowe.

### Fauna
Tylko na Tasmanii w stanie dzikim występuje diabeł tasmański (Sarcophilus harrisii), największy współcześnie żyjący mięsożerny torbacz z rodziny niełazowatych (Dasyuridae). Wymarły wilkowór tasmański (Thylacinus cynocephalus, należący do rodziny wilkoworowatych Thylacinidae) był największym spośród drapieżnych torbaczy. Był to jedyny torbacz zagrażający dużym kangurom. Jego pysk zawierał komplet czterdziestu sześciu zębów, a szczęki mógł rozwierać pod kątem 180 stopni. 
Na Tasmanii żyje największy rak świata. To Astacopsis gouldi, który żyje do 60 lat i może osiągać 76 cm długości i ważyć 4,5 kg.

### Klimat
Tasmania leży w strefie klimatu podzwrotnikowego morskiego, przy czym wybrzeża południowe w strefie klimatu umiarkowanego ciepłego morskiego.
Roczna suma opadów wynosi od 1800mm na zachodzie do 3500mm w terenie górzystym.

### Największe miasta

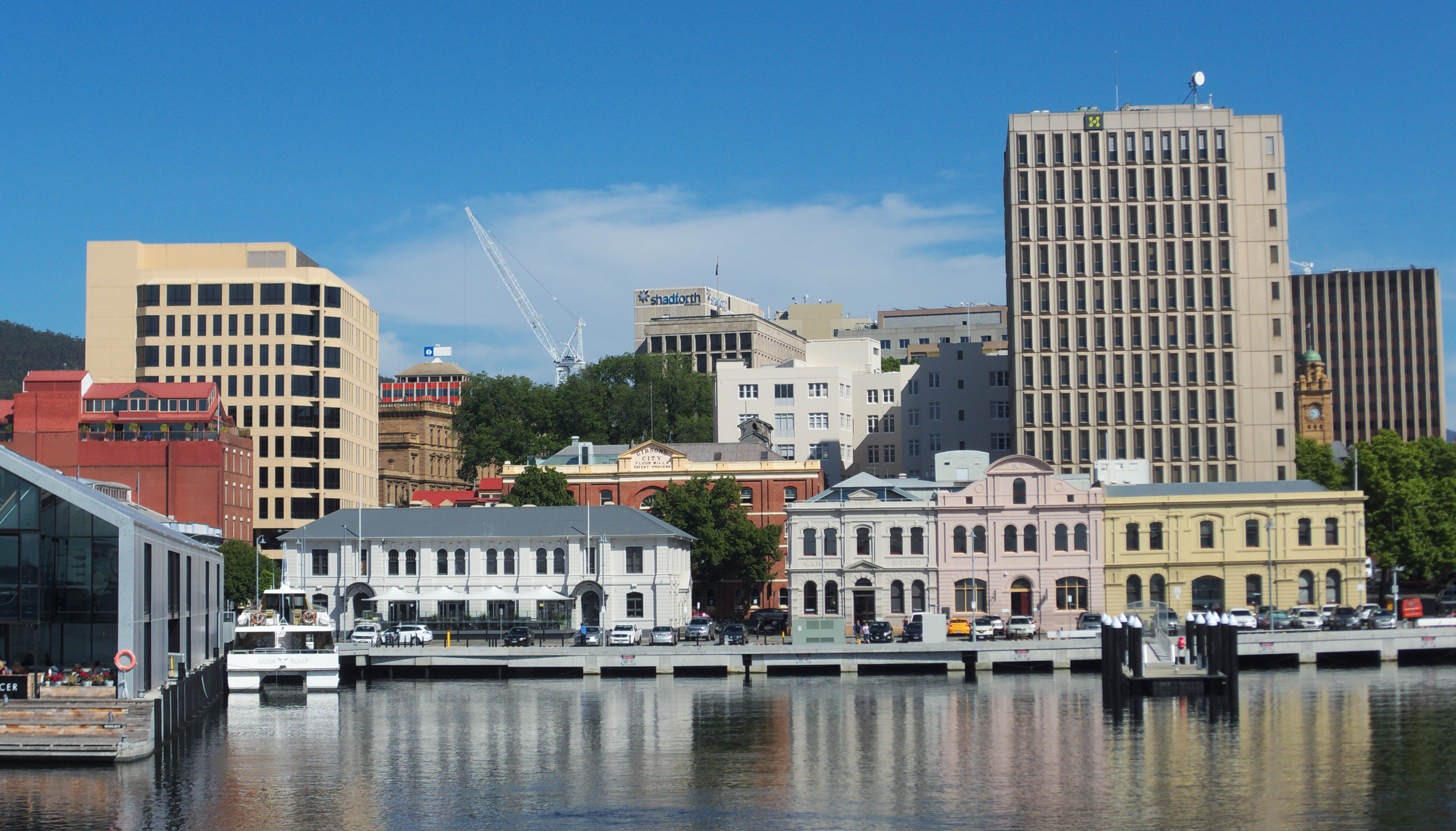
Hobart – stolica i największe miasto na Tasmanii

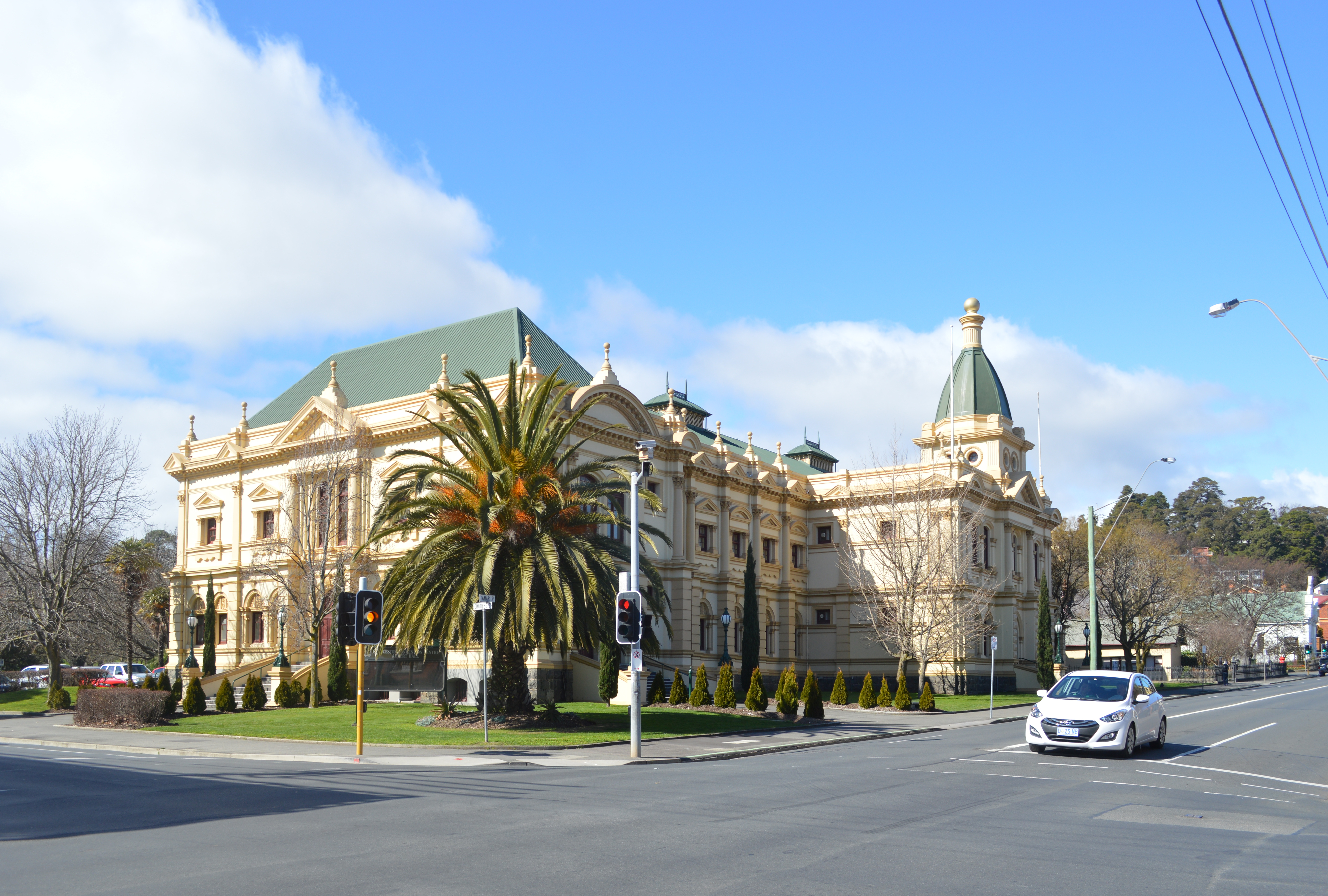
Launceston – drugie pod względem liczby mieszkańców miasto na Tasmanii

| L.p. | Miasto           | Liczba ludności (2016) |
| ---- | ---------------- | ---------------------- |
| 1    | Hobart (stolica) | 222 356                |
| 2    | Launceston       | 75 329                 |
| 3    | Devonport        | 23 046                 |
| 4    | Burnie           | 18 895                 |
| 5    | Ulverstone       | 12 032                 |
| 6    | Kingston         | 10 409                 |
| 7    | Blackmans Bay    | 7 145                  |
| 8    | New Norfolk      | 5 432                  |
| 9    | Wynyard          | 5 168                  |
| 10   | George Town      | 4 257                  |

## Historia

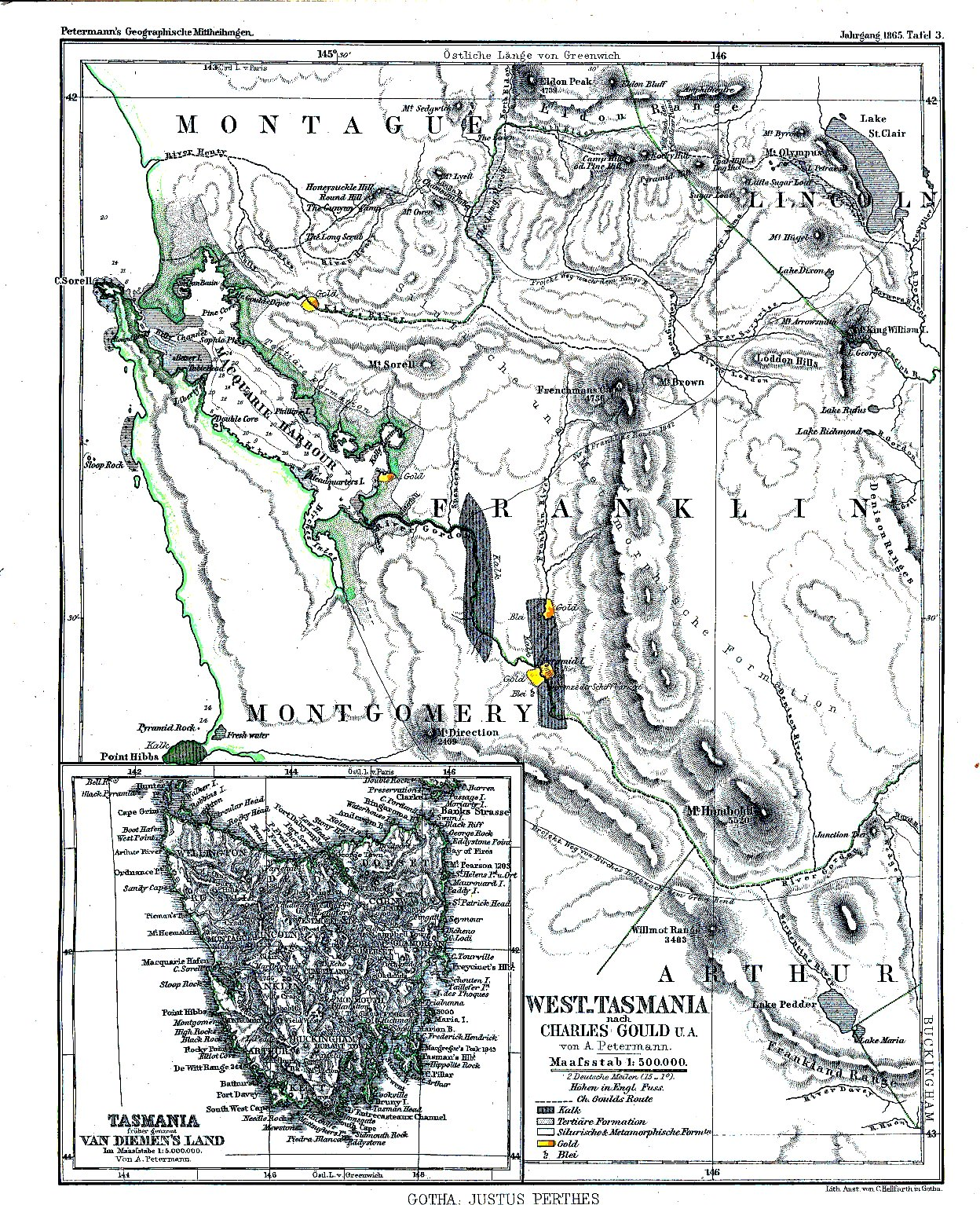
Zachodnia Tasmania na mapie z 1865 z zaznaczonymi pokładami surowców naturalnych

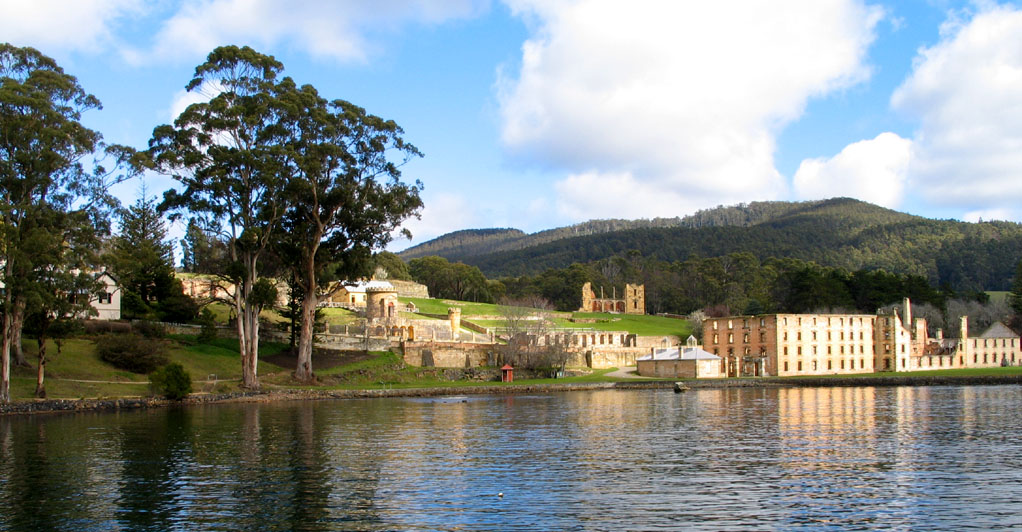
Tasmania, Ruiny więzienia kolonii karnej w Port Arthur

Przez ok. 40 tysięcy lat przed przybyciem Europejczyków Tasmania była zamieszkana przez Aborygenów tasmańskich. W 1803 r. liczebność Aborygenów tasmańskich wahała się pomiędzy 5 i 10 tys. W wyniku osadnictwa brytyjskiego i chorób populacja ich uległa zmniejszeniu do ok. 300 osób w 1833. Część Aborygenów wyginęła, a część zmieszała się z populacją osadników. Do prawdziwej hekatomby ludności tubylczej Tasmanii doszło w I połowie XIX wieku. Trwająca wtedy tzw. Czarna wojna doprowadziła do całkowitego wyniszczenia rodzimej ludności tej wyspy. Wówczas także większość autochtonów przesiedlono na Wyspę Flindersa; odpowiedzialny był za to George Augustus Robinson.
Ostatnią czystej krwi Aborygenką tasmańską była kobieta nazywana Truganini, która zmarła w Hobart w 1876 r., choć możliwe jest, że była nią Fanny Cochrane Smith, zmarła w 1905.
Tasmania zawdzięcza swą nazwę Ablowi Janszoonowi Tasmanowi, który odkrył ją 24 listopada 1642 w czasie wyprawy trwającej do 1643 r., uznając ją za ląd i nazywając Ziemią van Diemena. W 1798 stwierdzono jednak, że jest wyspą, a w 1856 r. ustalono obecnie obowiązującą nazwę, pochodzącą od nazwiska odkrywcy.
Pierwsza osada brytyjska, Risdon Cove, powstała w 1803. Jako Ziemia van Diemena została ogłoszona samodzielną kolonią 3 grudnia 1825, wcześniej stanowiła część Nowej Południowej Walii.

## Ustrój polityczny
Od 1901 r. Tasmania jest jednym z sześciu stanów wchodzących w skład Związku Australijskiego. Równocześnie zachowała własną konstytucję, pochodzącą jeszcze z czasów kolonialnych. Władzę ustawodawczą stanowi dwuizbowy parlament, składający z liczącej 25 członków Izby Zgromadzenia oraz 15-osobowej Rady Ustawodawczej. Na czele władzy wykonawczej formalnie stoi gubernator Tasmanii, oficjalnie będący osobistym reprezentantem króla Australii w stanie, a w praktyce nominowany przez rząd stanowy. Faktycznie aparatem wykonawczym kieruje premier Tasmanii, którym zostaje automatycznie lider największej frakcji lub koalicji w izbie niższej parlamentu.

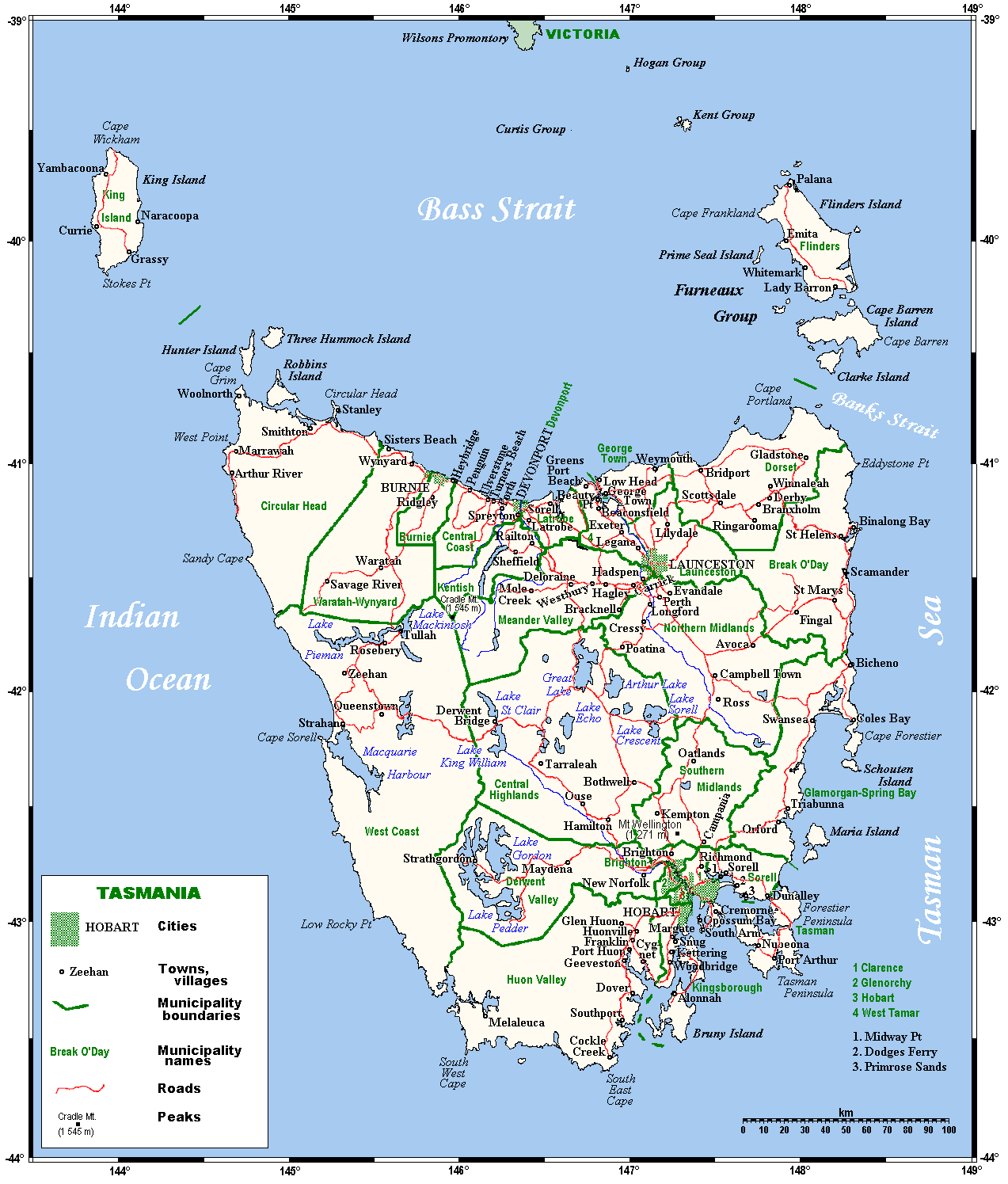
Mapa Tasmanii

## Gospodarka
Gospodarka Tasmanii opiera się głównie na przemyśle wydobywczym (górnictwo węgla, rud miedzi oraz cynku), rolnictwie i leśnictwie oraz turystyce.